# Nothoprodontia
Nothoprodontia is een kevergeslacht uit de familie van de boktorren (Cerambycidae). De wetenschappelijke naam van het geslacht werd voor het eerst geldig gepubliceerd in 2004 door Monné M. A. & Monné M. L..

## Soorten
Nothoprodontia is monotypisch en omvat slechts de volgende soort:
- Nothoprodontia boliviana Monné M. A. & Monné M. L., 2004